# Hadrodactylus paludicola
Hadrodactylus paludicola là một loài tò vò trong họ Ichneumonidae.